# برج سنت جورج وورف
برج سنت جورج وورف (انگلیسی: St George Wharf Tower) یک برج در ناحیه واکسول، لندن است.
این برج که در سال ۲۰۱۰ شروع به ساخت شده و در سال ۲۰۱۴ ساخت‌وساز آن به پایان رسیده است دارای ۵۲ طبقه و ۱۸۱ متر ارتفاع می‌باشد.

## نگارخانه

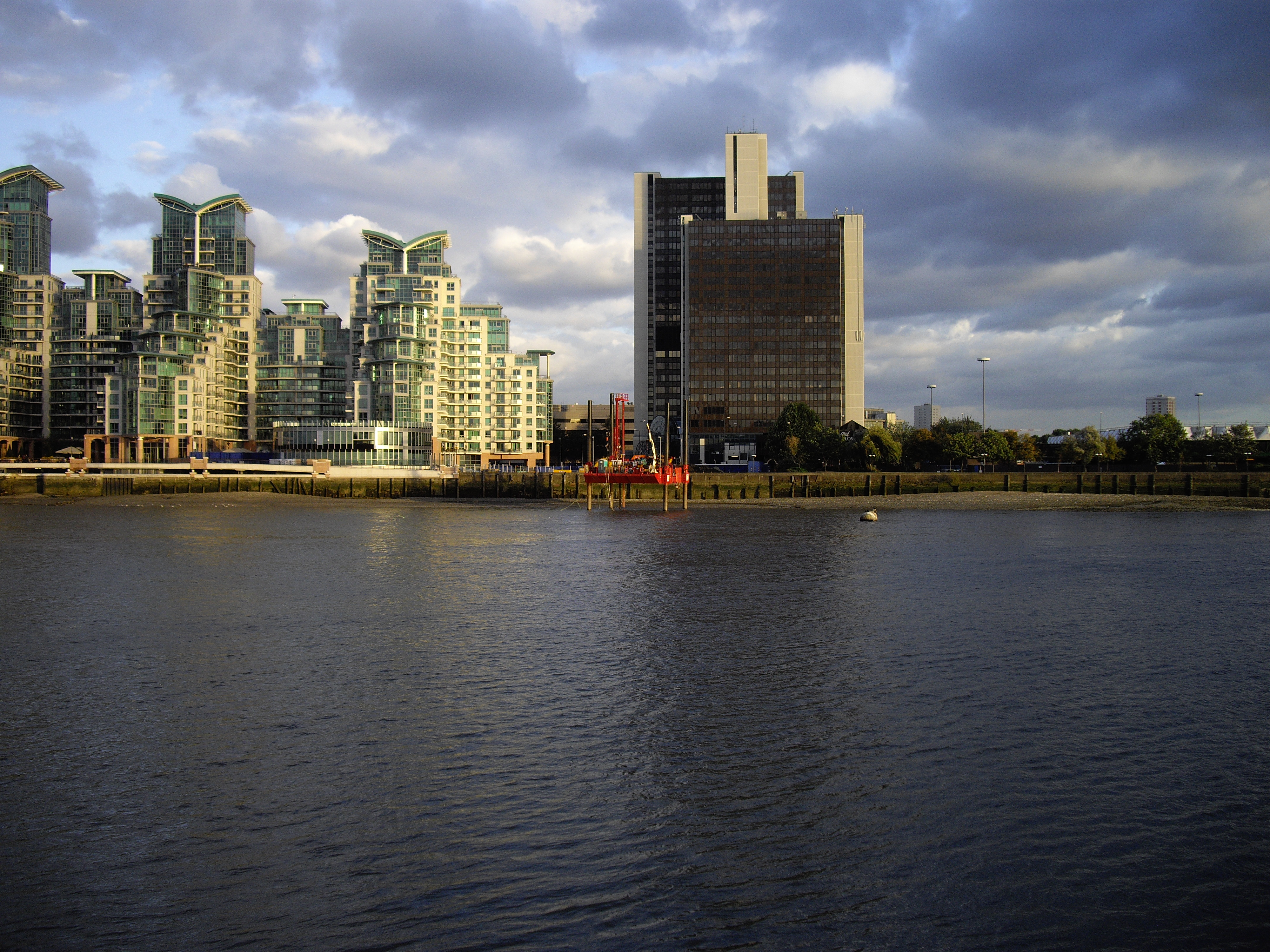
Area before construction in September 2009
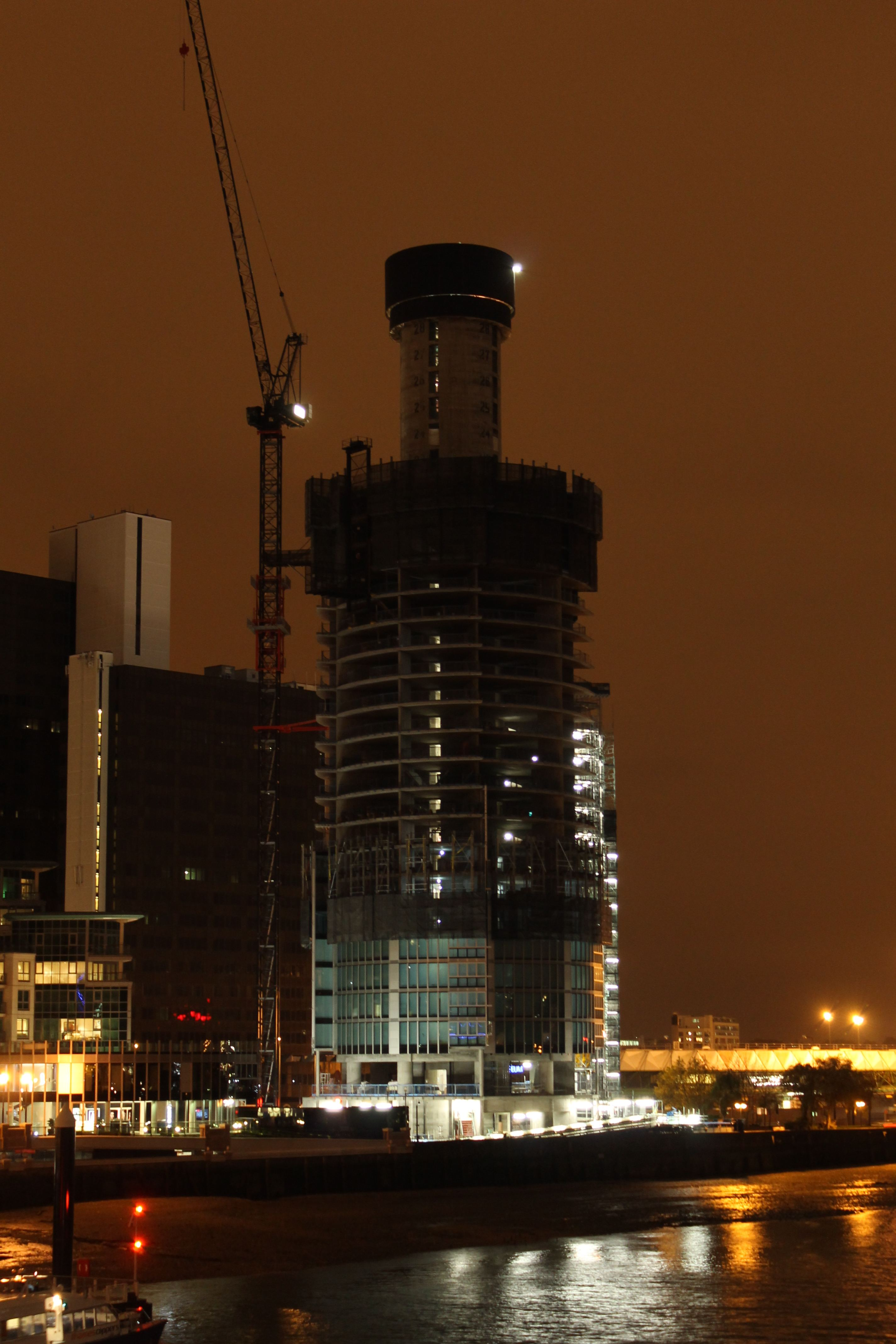
November 2011
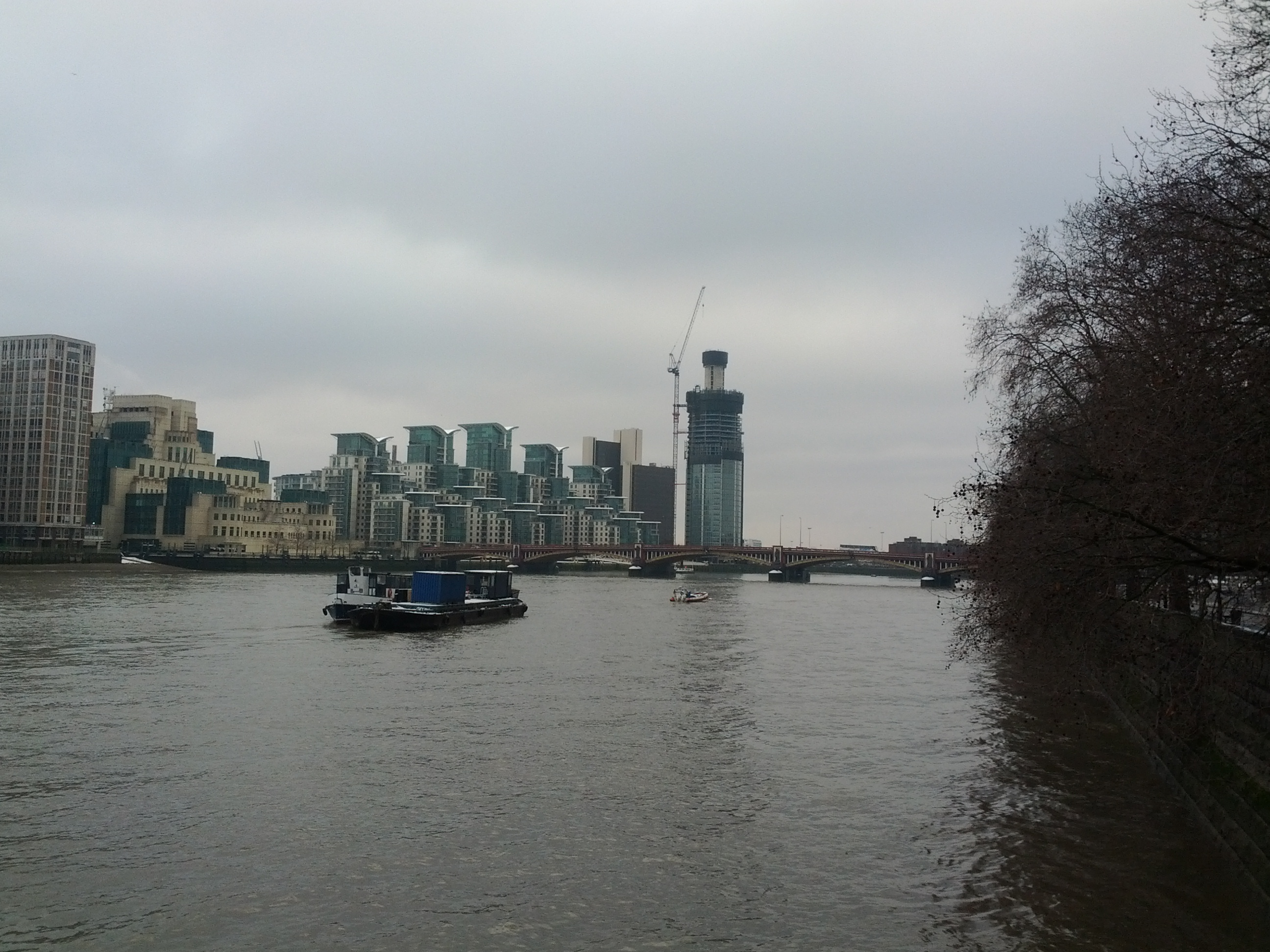
February 2012
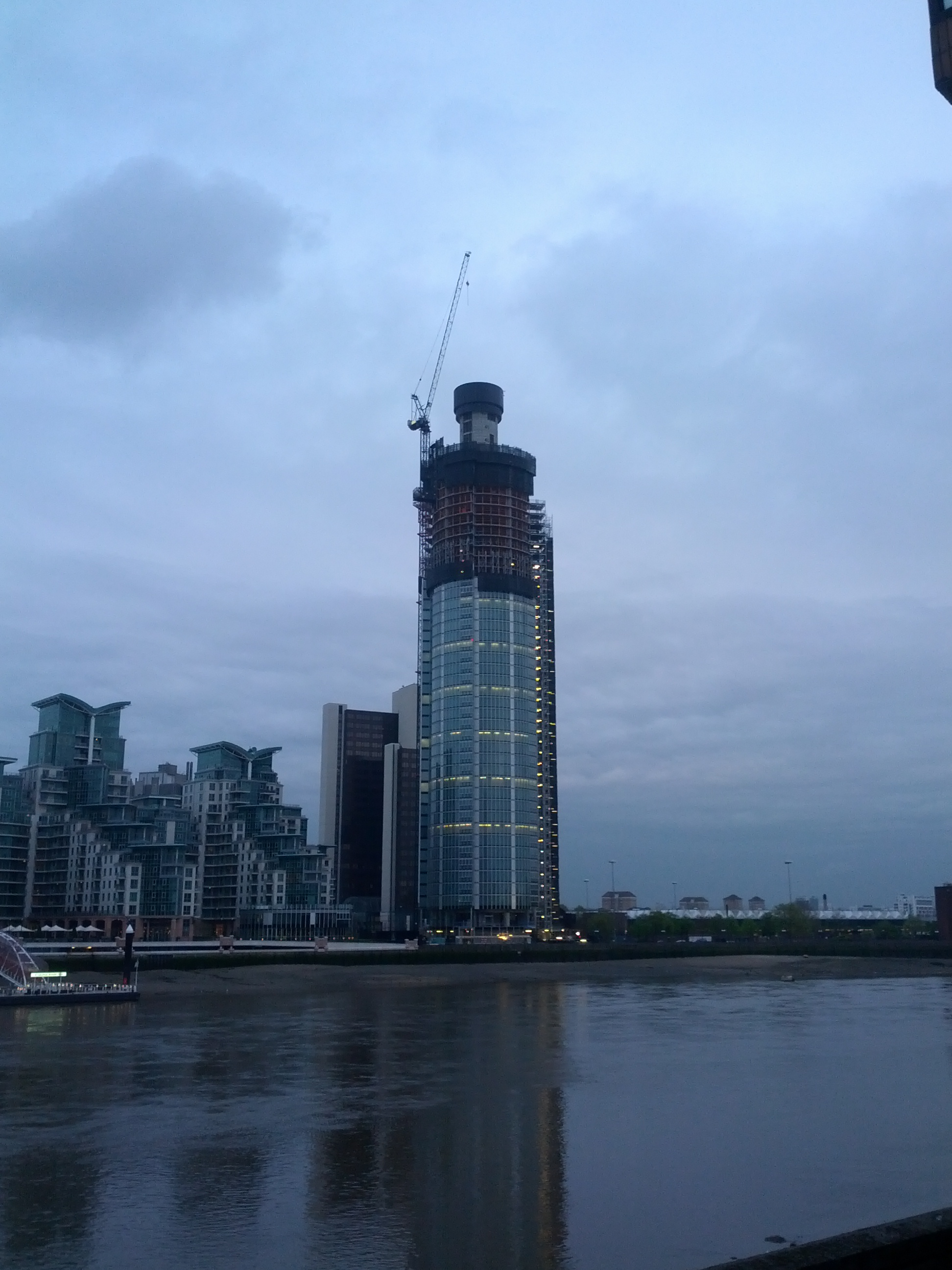
May 2012
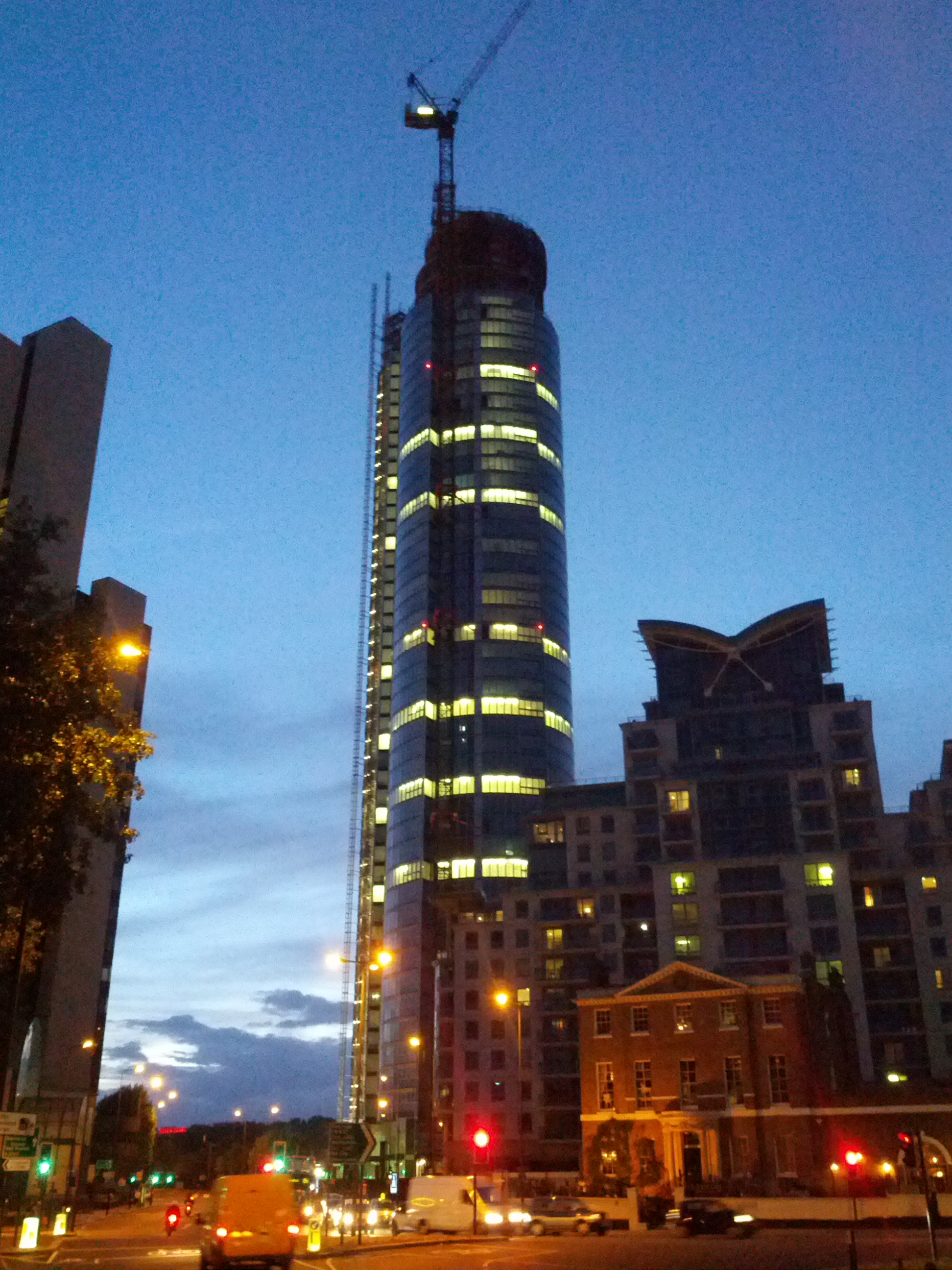
September 2012